# Gururayapatna, Hangal
Gururayapatna là một làng thuộc tehsil Hangal, huyện Haveri, bang Karnataka, Ấn Độ.